# Ipomoea lindmanii
Ipomoea lindmanii är en vindeväxtart som beskrevs av Ignatz Urban. Ipomoea lindmanii ingår i släktet praktvindor, och familjen vindeväxter. Inga underarter finns listade i Catalogue of Life.